# Evezés az 1936. évi nyári olimpiai játékokon
Az 1936. évi nyári olimpiai játékokon az evezésben hét versenyszámban osztottak érmeket.

## Éremtáblázat
(A rendező ország csapata eltérő háttérszínnel, az egyes számoszlopok legmagasabb értéke, vagy értékei vastagítással kiemelve.)
| Az 1936. évi nyári olimpiai játékok éremtáblázata evezésben | Az 1936. évi nyári olimpiai játékok éremtáblázata evezésben | Az 1936. évi nyári olimpiai játékok éremtáblázata evezésben | Az 1936. évi nyári olimpiai játékok éremtáblázata evezésben | Az 1936. évi nyári olimpiai játékok éremtáblázata evezésben | Olimpia  |
| ----------------------------------------------------------- | ----------------------------------------------------------- | ----------------------------------------------------------- | ----------------------------------------------------------- | ----------------------------------------------------------- | -------- |
|                                                             | Ország                                                      | Arany                                                       | Ezüst                                                       | Bronz                                                       | Összesen |
| 1.                                                          | Németország (GER)                                           | 5                                                           | 1                                                           | 1                                                           | 7        |
| 2.                                                          | Nagy-Britannia (GBR)                                        | 1                                                           | 1                                                           | 0                                                           | 2        |
| 3.                                                          | Egyesült Államok (USA)                                      | 1                                                           | 0                                                           | 1                                                           | 2        |
|                                                             |                                                             |                                                             |                                                             |                                                             |          |
| 4.                                                          | Olaszország (ITA)                                           | 0                                                           | 2                                                           | 0                                                           | 2        |
| 5.                                                          | Svájc (SUI)                                                 | 0                                                           | 1                                                           | 1                                                           | 2        |
| 6.                                                          | Dánia (DEN)                                                 | 0                                                           | 1                                                           | 0                                                           | 1        |
| 6.                                                          | Ausztria (AUT)                                              | 0                                                           | 1                                                           | 0                                                           | 1        |
|                                                             |                                                             |                                                             |                                                             |                                                             |          |
| 8.                                                          | Franciaország (FRA)                                         | 0                                                           | 0                                                           | 2                                                           | 2        |
| 9.                                                          | Lengyelország (POL)                                         | 0                                                           | 0                                                           | 1                                                           | 1        |
| 9.                                                          | Argentína (ARG)                                             | 0                                                           | 0                                                           | 1                                                           | 1        |
|                                                             |                                                             |                                                             |                                                             |                                                             |          |
| Összesen                                                    | Összesen                                                    | 7                                                           | 7                                                           | 7                                                           | 21       |

## Érmesek
| Az 1936. évi nyári olimpiai játékok érmesei evezésben | | | |
| Versenyszám                                           | Arany | Ezüst | Bronz |
| Egypárevezős                                          | Gustav Schäfer · Németország (GER) | Josef Hasenöhr · Ausztria (AUT) | Daniel Barrow · Egyesült Államok (USA) |
| Kétpárevezős                                          | Nagy-Britannia (GBR) · Jack Beresford · Leslie Southwood                                                                                                   | Németország (GER) · Willi Kaidel · Joachim Pirsch | Lengyelország (POL) · Roger Verey · Jerzy Ustupski |
| Kormányos nélküli kettes                              | Németország (GER) · Willi Eichhorn · Hugo Strauß | Dánia (DEN) · Harry Larsen · Peter Olsen | Argentína (ARG) · Horacio Podestá · Julio Curatella |
| Kormányos kettes                                      | Németország (GER) · Gerhard Gustmann · Herbert Adamski · Dieter Arend                                                                                      | Olaszország (ITA) · Almiro Bergamo · Guido Santin · Luciano Negrini | Franciaország (FRA) · Marceau Fourcade · Georges Tapie · Noël Vandernotte                                                                                                 |
| Kormányos nélküli négyes                              | Németország (GER) · Rudolf Eckstein · Anton Rom · Martin Karl · Wilhelm Menne                                                                              | Nagy-Britannia (GBR) · Thomas Bristow · Alan Barrett · Peter Jackson · John Sturrock                                                                                               | Svájc (SUI) · Hermann Betschart · Hans Homberger · Alex Homberger · Karl Schmid                                                                                           |
| Kormányos négyes                                      | Németország (GER) · Hans Maier · Walter Volle · ErnstGaber · Paul Söllner · Fritz Bauer                                                                    | Svájc (SUI) · Hermann Betschart · Hans Homberger · Alex Homberger · Karl Schmid · Rolf Spring                                                                                      | Franciaország (FRA) · Fernand Vandernotte · Marcel Vandernotte · Jean Cosmat · Marcel Chauvigné · Noël Vandernotte                                                        |
| Nyolcas                                               | Egyesült Államok (USA) · Herbert Morris · Charles Day · Gordon Adam · John White · James McMillin · George Hunt · Joseph Rantz · Donald Hume · Robert Moch | Olaszország (ITA) · Guglielmo Del Bimbo · Dino Barsotti · Oreste Grossi · Enzo Bartolini · Mario Checcacci · Dante Secchi · Ottorino Quaglierini · Enrico Garzelli · Cesare Milani | Németország (GER) · Alfred Rieck · Helmut Radach · Hans Kuschke · Heinz Kaufmann · Gerd Völs · Werner Loeckle · Hans-Joachim Hannemann · Herbert Schmidt · Wilhelm Mahlow |